# Passiflora yucatanensis
Passiflora yucatanensis Killip – gatunek rośliny z rodziny męczennicowatych (Passifloraceae Juss. ex Kunth in Humb.). Występuje endemicznie w Meksyku na półwyspie Jukatan.

## Morfologia
PokrójZdrewniałe, trwałe, mniej lub bardziej owłosione liany.
LiściePodwójnie lub potrójnie klapowane, skórzaste. Mają 2,3–5 cm długości oraz 4,5–8 cm szerokości. Całobrzegie, z ostrym wierzchołkiem. Ogonek liściowy jest owłosiony i ma długość 15–20 mm. Przylistki są sierpowatego kształtu o długości 3–4 mm.
KwiatyPojedyncze lub zebrane w pary. Działki kielicha są podłużnie lancetowate, zielonożółtawe, mają 1,8–2,5 cm długości. Płatki są podłużne, białe, mają 1,3–2 cm długości.